# Orient (Bunyola)
Orient és un petit llogaret situat entre Alaró (sud-est) i Bunyola (sud-oest), a Mallorca, i pertany al terme municipal de Bunyola. Té una població de 27 habitants (1995), anomenats orientals. Als voltants del poble neix el torrent de Coanegra. La seva església està dedicada a Sant Jordi, patró del poble.

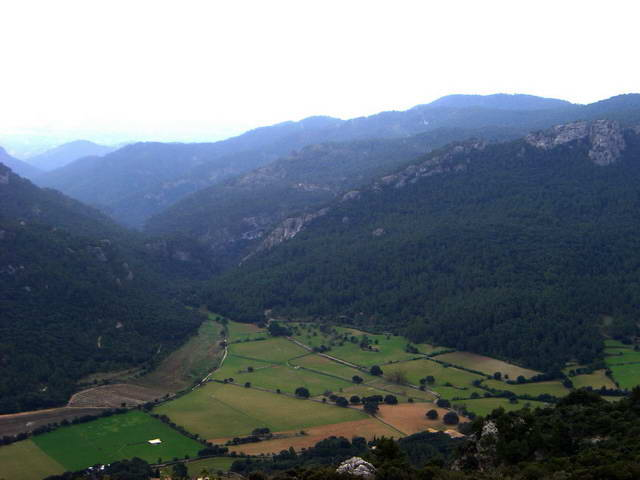
Vall d'Orient

És situat a la vall del mateix nom, que està formada per un costat pels massissos d'Alfàbia, l'Ofre i la Rateta i per l'altre, dels Penyals d'Honor i del Castell d'Alaró. Als anys cinquanta es projectà la construcció d'un embassament en aquesta vall, que hauria tengut 950 hectàrees (vint vegades més gran que els embassaments de Cúber i del Gorg Blau), però finalment el projecte es descartà perquè, segons els estudis geològics, hauria tengut pèrdues d'aigua a causa de la naturalesa calcària de la vall.